# قطعنامه ۸۱۱ شورای امنیت
قطعنامه ۸۱۱ شورای امنیت سازمان ملل متحد که در تاریخ ۱۲ مارس ۱۹۹۳ تصویب شد، سندی بین‌المللی دربارهٔ آنگولا است. این قطعنامه طی نشست ۳۱۸۲ام با ۱۵ رای موافق، ۰ مخالف و ۰ ممتنع تصویب شد.